# Dichorragia
Genre
Le genre Dichorragia regroupe des papillons de la famille des Nymphalidae et de la sous-famille des Cyrestinae.

## Dénomination
Le genre Dichorragia a été décrit par Arthur Gardiner Butler en 1869.

## Caractéristiques communes
Leur aire de répartition est située en Australasie.

## Liste des espèces
- Dichorragia nesimachus (Doyère, [1840])
- Dichorragia ninus (C. & R. Felder, 1859)

### Source
- « Dichorragia », sur funet.fi (consulté le 16 juillet 2012)